# باشگاه فوتبال والسال
باشگاه فوتبال والسال (به انگلیسی: Walsall Football Club) یک باشگاه فوتبال در شهر والسال، کشور انگلستان است که در سال ۱۸۸۸ میلادی تأسیس شده‌است.